# Sistema de carreteras y autopistas de Asia

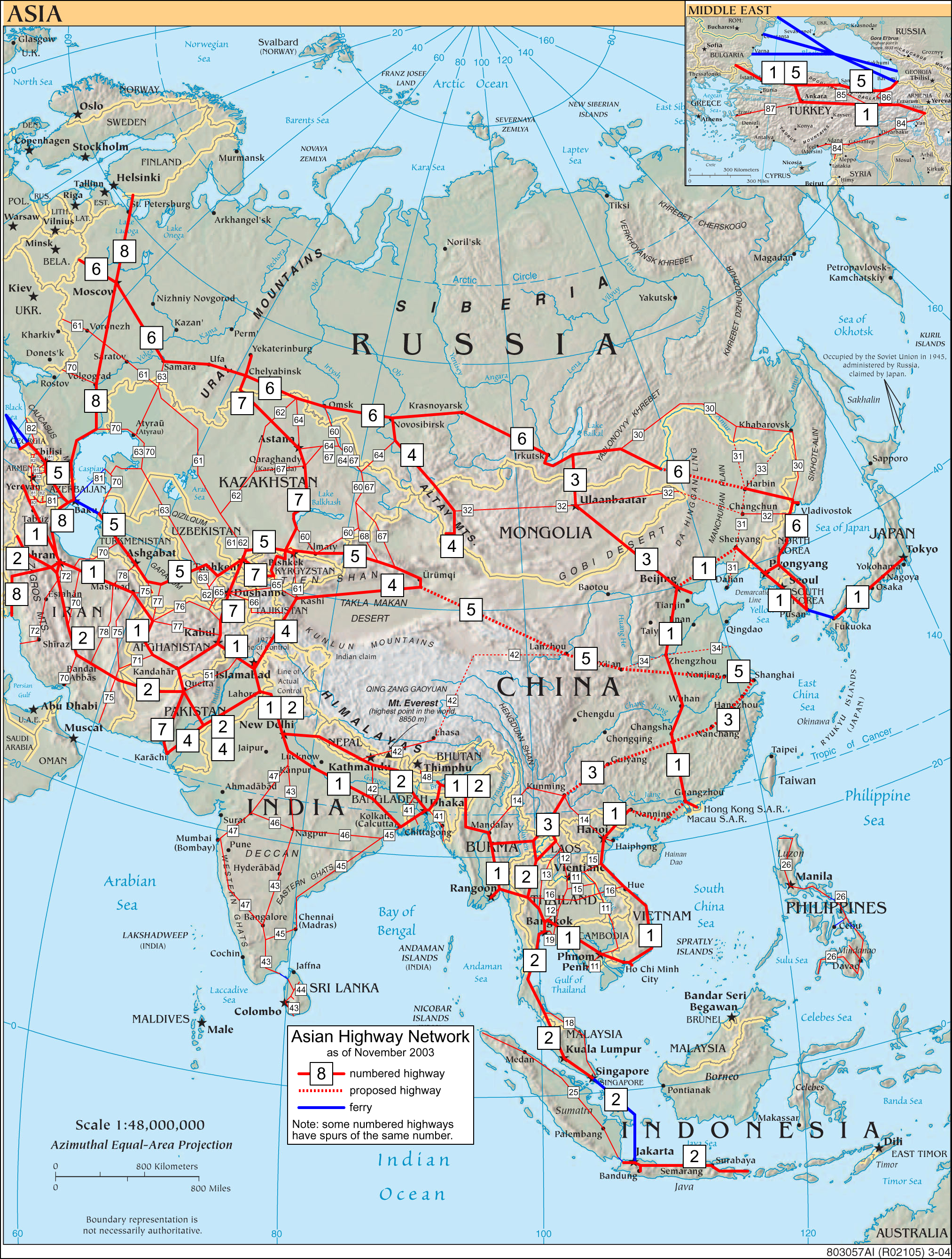
Mapa de las carreteras

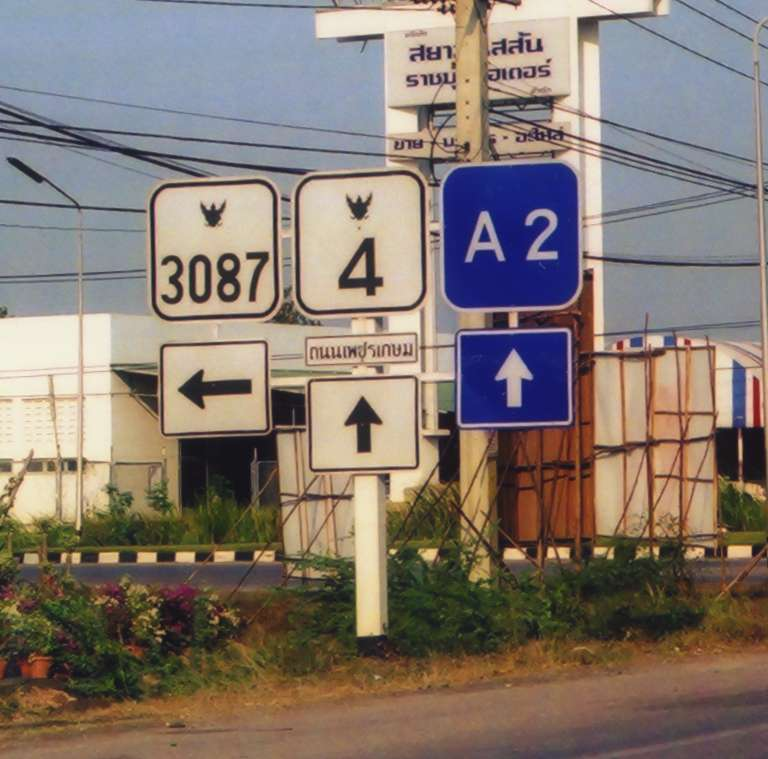
Señal de la autopista asiática 2 cerca de Ratchaburi, Tailandia

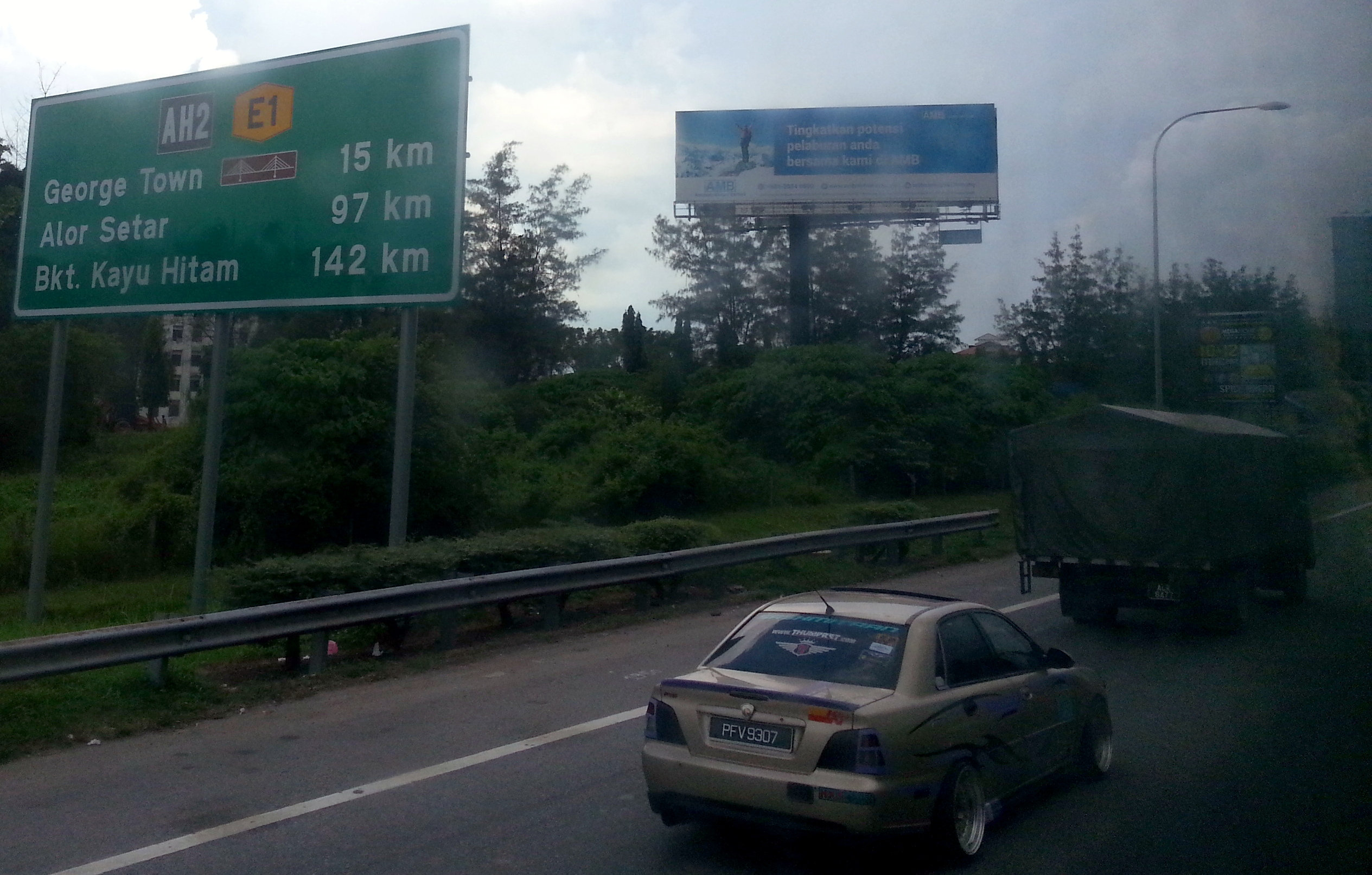
Un tramo de la autopista norte-sur de Malasia en Penang. Obsérvese la señalización de la Asian Highway 2.

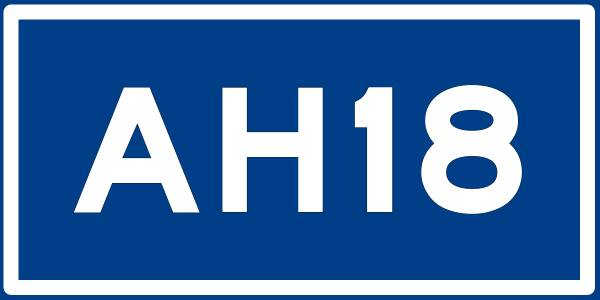
Señal de ruta de la autopista asiática. Esta señal se utiliza en la AH 18.

El Sistema de carreteras y autopistas de Asia, (en inglés la Asian Highway Network (AH)), o también como la Gran Autopista Asiática, es un proyecto de cooperación entre países de Asia y Europa y la Comisión Económica y Social de las Naciones Unidas para Asia y el Pacífico (CESPAP), para mejorar los sistemas de carreteras en Asia. Es uno de los tres pilares del proyecto Asian Land Transport Infrastructure Development (ALTID), respaldado por la comisión de la CESPAP en su 48 ° período de sesiones en 1992, que comprende la autopista asiática, el ferrocarril transasiático (TAR) y la facilitación de proyectos de transporte terrestre.
Se han firmado acuerdos entre 32 países para permitir que la autopista atraviese el continente y también llegue a Europa. Algunos de los países que participan en el proyecto de la carretera son India (proyectos de conectividad Look-East), Sri Lanka, Pakistán, China, Irán, Japón, Corea del Sur, Nepal y Bangladés. La mayor parte del financiamiento proviene de las naciones asiáticas más grandes y avanzadas como Corea del Sur, India, Taiwán, Japón y China, así como de agencias internacionales como el Banco Asiático de Desarrollo.
El proyecto tiene como objetivo aprovechar al máximo las carreteras existentes en el continente para evitar la construcción de otras más nuevas, excepto en los casos en que las rutas faltantes requieran su construcción. El sitio web asiático de noticias sobre infraestructura Project Monitor, ha comentado que "los primeros beneficiarios del proyecto Asian Highway son los planificadores del departamento nacional de transporte terrestre de los países participantes ya que les ayudará a planificar las rutas más rentables y eficientes hacia promover el comercio nacional e internacional. Las zonas no costeras, que a menudo son insignificantes, son los otros beneficiarios ".
Sin embargo, a mediados de la década de 2000, algunos expertos en transporte se mostraron escépticos sobre la viabilidad del proyecto dado el clima económico y político tanto en el sur como en el sudeste de Asia.

## Historia
El proyecto fue iniciado por las Naciones Unidas en 1959 con el objetivo de promover el desarrollo del transporte internacional por carretera en la región. Durante la primera fase del proyecto (1960-1970) se logró un progreso considerable, sin embargo, el progreso se ralentizó cuando se suspendió la asistencia financiera en 1975.
La CESPAP ha llevado a cabo varios proyectos en cooperación con los países miembros de AH paso a paso después de la aprobación de ALTID en 1992.
El Acuerdo Intergubernamental sobre la Red de Carreteras de Asia (IGA) fue adoptado el 18 de noviembre de 2003 por la Reunión Intergubernamental; el IGA incluye el Anexo I, que identifica 55 rutas AH entre 32 países miembros que suman aproximadamente 140.000 km (87.500 millas), y el Anexo II "Normas de clasificación y diseño". Durante el 60.º período de sesiones de la Comisión de la CESPAP en Shanghai, China, en abril de 2004, 23 países firmaron el tratado IGA. Para 2013, 29 países habían ratificado el acuerdo.

## Implicaciones
La red de carreteras avanzada proporcionaría una mayor interacción comercial y social entre los países asiáticos, incluidos los contactos personales, la capitalización de proyectos, las conexiones de las principales terminales de contenedores con los puntos de transporte y la promoción del turismo a través de las nuevas carreteras.